# بالنت كيس
بالنت كيس (بالمجرية: Kiss Bálint)‏ هو رسام مجري، ولد في 29 ديسمبر 1802 في Szentes ‏ في المجر، وتوفي في 27 يناير 1868 في بشت في المجر.